# Bettina Schöne-Seifert
Bettina Schöne-Seifert (* 5. September 1956 in Göttingen) ist Expertin für Medizinethik. Sie war 2001 bis 2010 Mitglied im Deutschen Ethikrat.

## Leben
Bettina Schöne-Seifert ist die Tochter des Göttinger Germanisten Albrecht Schöne. Sie studierte Humanmedizin an den Universitäten in Freiburg im Breisgau, in Göttingen und in Wien und erreichte ihre ärztliche Approbation sowie die medizinische Promotion in Göttingen. Ihre Postdoc-Zeit und ein Aufbaustudium der Philosophie und Medizinethik absolvierte sie an der Georgetown University in Washington, D.C. Sie erhielt ein Ausbildungsstipendium Medizinethik des Stifterverbandes für die Deutsche Wissenschaft und arbeitete von 1990 bis 1996 als Assistentin am Philosophischen Seminar der Universität Göttingen am Lehrstuhl von Lorenz Krüger. Von 1994 bis 1995 war sie Fellow am Wissenschaftskolleg zu Berlin und von 1997 bis 2000 Mitarbeiterin an der Arbeits- und Forschungsstelle Ethik der Universität Zürich bei Anton Leist im Rahmen eines Nationalfonds-Projekts zur Psychiatrischen Ethik. Im Jahr 2000 habilitierte sie sich an der Philosophischen Fakultät der Georg-August-Universität Göttingen. Von 2001 bis 2003 war sie Gastprofessorin an der Zentralen Einrichtung für Wissenschaftstheorie und Wissenschaftsethik der Universität Hannover bei Paul Hoyningen-Huene.
Seit 2003 ist Bettina Schöne-Seifert Inhaberin des C4-Lehrstuhls für Ethik in der Medizin an der Westfälischen Wilhelms-Universität in Münster.
2001 wurde sie in den Nationalen Ethikrat berufen (seit 2008 Deutscher Ethikrat), dem sie bis 2010 angehörte. 2008 wurde sie ordentliches Mitglied der Akademie der Wissenschaften zu Göttingen. Im Jahr 2008 wurde Schöne-Seifert zum „Max-Planck-Fellow“ am Max-Planck-Institut für molekulare Biomedizin in Münster ernannt. Im Jahr 2009 wurde sie zum Mitglied der Leopoldina in der Sektion Wissenschaftstheorie gewählt. 2011 erhielt sie den Arthur-Burkhardt-Preis. Für 2020 wurde Schöne-Seifert der Bielefelder Wissenschaftspreis zugesprochen, 2021 wurde sie in die Academia Europaea gewählt. Im Sommersemester 2024 hatte sie die Johannes Gutenberg-Stiftungsprofessur an der Johannes Gutenberg-Universität Mainz inne.
2016 gründete sie den Münsteraner Kreis; dieser legte im August 2017 das Münsteraner Memorandum Heilpraktiker vor, ein kritisches Positionspapier zum Heilpraktikerberuf.